# Ajax (automobile 1906)
La Ajax è stata un'automobile prodotta in Svizzera dal 1906 al 1910.
La Ajax era una vettura di prestigio, costruita in modo estremamente  accurato al punto che anche i particolari che generalmente venivano forniti, come accade anche ai nostri giorni, da produttori esterni specializzati venivano costruiti internamente alla fabbrica. Questo però comportava costi elevati che non portarono ad una continuità della produzione, già la prima vettura costruita nel 1906 da G. Aigner a Zurigo non ebbe successo e la fabbrica cambiò di proprietà nel 1907. 
Le motorizzazioni furono quattro: due quattro cilindri, rispettivamente uno di 2270 cm³ da 16 cv. e uno di 3267 cm³ da 24 cv., e due sei cilindri di 3405 cm³ e di 4900 cm³ 
Il modello più riuscito ed elegante fu la Landaulet del 1908 con il motore da 3.3 litri, un quattro cilindri in linea, con alesaggio e corsa di 100 x 104 mm raffreddato ad acqua dalla potenza usualmente definita di 20/24 cv. (20 cv. fiscali e 24 cv. effettivi) in grado di raggiungere i 60 km/h. Presentava originali soluzioni tecniche come il grosso volano dotato di alette per un raffreddamento aggiuntivo e l'ingegnoso sistema di avviamento che veniva azionato da un sistema a leve collegato al predellino in modo che il peso di una persona potesse azionarlo. D'altra parte era invece curiosa l'assenza di strumentazione del posto di guida. La frizione era a dischi multipli a bagno d'olio e la trasmissione poteva essere a catene o a giunti cardanici, a scelta del cliente, ed era uno dei dettagli che consentiva, per l'epoca, una notevole silenziosità tanto che la pubblicità della casa l'equiparava ad una vettura elettrica.  
L'ultimo tentativo di risollevare le sorti della Ajax fu la messa in produzione di una versione Taxi (Droschke) derivata dalla Landaulet ma anche questa soluzione non riuscì e portò alla definitiva chiusura della fabbrica nel 1910. Una di queste vetture è conservata al Museo Svizzero dei Trasporti (Verkehrshaus der Schweiz) di Lucerna.
Da citare la sfortunata partecipazione alla Targa Florio del 1907 con due vetture, conclusasi con l'incidente di una e l'insuccesso dell'altra. 